# Gino Hollander
Eugene F. Hollander ou Gino Hollander (Nova Jersey, Estados Unidos, 4 de agosto de 1924 - Newport Beach, California, 27 de agosto de 2015) foi um pintor americano. Ele começou a pintar arte moderna na cidade de Nova Iorque, durante o movimento expressionista abstrato.

## Estilo
O trabalho de Hollander reflete seu ethos: ele faz arte porque ele deve, e enquanto ele está ciente do mundo da arte, é apenas vagamente. Seu trabalho é emocional, pintando para si mesmo. o pintor não deseja dialogar com o espectador. Ele se recusa a dar título a suas pinturas e não conta nenhuma história através delas. Para ele, "não há nada verbal sobre uma tela. Uma pintura é simplesmente uma maneira de expressar um sentimento e os sentimentos só podem ser feitos menos se forem falados com a morte".
Seus retratos são propositadamente colocados na extremidade do nada, os rostos deixados em branco ou, na melhor das hipóteses, enigmáticos. Suas figuras são abstraídas e seus resumos perturbadoramente figurativos. Cada tela tem um humor diferente. De preto e branco a um toque de cores brilhantes e a uma subtil sepultura temperamental, depois de volta a preto e branco, suave desta vez. Ele é um homem complexo e suas telas reforçam essa complexidade com a simplicidade de sua forma e conteúdo.
"Eu escolhi pintar pelo imediatismo do momento que o meio pode permitir - o seu imediatismo de expressão. Achei que meus momentos mais profundos são sensíveis e é isso que eu luto na minha pintura. A arte da pintura me fornece um espelho constante de meu ser - tanto os sucessos quanto as falhas, os bons momentos e os maus. Prefiro pintar tudo como vem. A pintura assume um ritmo como a respiração: solto, apertado, seja o que for. A vida e a pintura se tornam uma. Eu acredito na universalidade de A função da arte, uma herança de envolvimento de todos - o mais novo para o mais velho, o artista, o espectador. Uma comunicação subliminar de sentimentos sobre a condição humana. Minhas pinturas são expressamente direcionadas para evocar uma reação emocional do espectador ". - Gino Hollander, 2010.

## Biografia
Gino Hollander nasceu na Nova Jersey, nos Estados Unidos, em 1924, e frequentou a Universidade Rutgers e Hobart e William Smith College. O pai de Hollander era um comerciante no mercado de peles, o que permitiu à família viajar a alguns lugares. Dentre eles, Paris, onde ficaram por nove meses.
Aos 13 anos, ele teve a sua primeira aventura: viajou de bicicleta de mil milhas até o Vale do Rio Connecticut sozinho.
Ele teve duas carreiras muito diferentes antes de começar a pintar - o primeiro como parte da Tropa de esqui da Divisão de Montanha do Exército dos EUA, tendo sido veterano da 2ª Guerra Mundial, e a segunda, um premiado diretor e documentarista. Demonstrando sua versatilidade artística, Gino Hollander deu início à carreira como pintor em 1960.

### Nova Iorque
Em meados do século 20, ele foi um cineasta de sucesso junto com sua esposa Barbara Hollander (Barbara Johnson) antes de começar a pintar em 1960, durante o movimento do expressionismo abstrato na cidade de Nova York. Ele se tornou um membro desse segmento, que surgiu após a 2ª Guerra Mundial. A tinta acrílica estava apenas surgindo naquele momento e Hollander estava entre os primeiros a explorar suas possibilidades. De 1960 a 1962, ele teve seu estúdio e criou a primeira Galeria Hollander na Bleecker Street, em Greenwich Village. Durante esse período, suas pinturas foram vendidas para nomes como Jacqueline Kennedy, Steve McQueen, Norman Rockwell e Ralph Lauren.
Na primeira vez que Hollander procurou participar de uma exposição, em uma galeria em Nova Iorque, ele ouviu que não havia espaço para o seu trabalho ali. Ele, então, encontrou uma maneira para ter suas obras expostas de qualquer forma. Depois de ver uma grande parede de tijolos ser erguida na Vila, ele perguntou: "Ei, se eu conseguir pendurar as obras aqui na parede sem danifica-las e não arranhar ou outra coisa, você vai me deixar participar?". A conclusão é que cada um de seus quatro grande quadros expostos foram vendidos, o que lhe rendeu o primeiro dinheiro na profissão de pintor.

### Espanha
Apesar do início de seu sucesso ter começado em Nova Iorque, Hollander mudou junto com sua família para a Espanha em 1962, para encontrar sua "voz" na pintura. Para sustentar sua família chegou a fazer permutas de suas obras enquanto continuava estudando para desenvolver o seu estilo, até que, posteriormente, veio a  se tornar mundialmente conhecido. Hollander e sua esposa, Barbara, levaram seus filhos em viagens arqueológicas, seguindo as equipes de construção de estradas que estavam sendo construídas em toda a Espanha, chegando a encontrar, inclusive, peças antigas. Lá eles também criaram o Museo Hollander, renomeado para Museu Municipal de Pizarra, localizado em um antigo Cortijo.
O museu deveria exibir essa coleção de artefatos espanhóis encontrados e também as próprias pinturas de Hollander. Em 1990, a família doou seu museu ao governo da Espanha e foram premiados com um Medalhão de Plata em homenagem ao nascimento do rei Juan Carlos em razão de terem contribuído para o crescimento do turismo no país.

### Aspen
Após a passagem pela Espanha, a família se mudou para Aspen, Colorado, onde Hollander ficou quase 20 anos recluso, até aparecer no documentário "Mountain Town". Em razão da altitude de Aspen e problemas com os pulmões, Hollander mudou-se com sua esposa Barbara para Ojai, Califórnia.

### Califórnia
No estado da California, em Newport Beach, onde morava com sua família, Hollander faleceu aos 91 anos no dia 27 de agosto de 2015).